# Мерхавия (кибуц)
Мерха́вия (ивр. מֶרְחַבְיָה‎) — кибуц в Изреельской долине на севере Израиля. Кибуц, основанный в 1929 году, административно относится к региональному совету Эмек-Изреэль. Население в 2020 году около 1247 человек.

## География
Кибуц Мерхавия расположен в Изреельской долине на севере Израиля, у подножия горы Гиват-ха-Море в 2 км восточнее Афулы. Площадь кибуца 800 га. Административно относится к региональному совету Эмек-Изреэль.
На территории кибуца сохранились руины крепости крестоносцев Ла-Фев, относящиеся к XII веку. В 1183 году в этих местах состоялась крупная битва между крестоносцами и мусульманскими войсками. Рядом с кибуцем Мерхавия расположен одноимённый мошав, основанный в 1924 году. Вдоль юго-западной границы кибуца проходит местное шоссе 71, соединяющее Афулу с Бейт-Шеаном.

## История
Переговоры о покупке земли под еврейские поселения в Изреельской долине велись начиная с 1891 года. Их вёл финансист Иехошуа Ханкин с владельцем земель — проживавшим в Бейруте эфенди Сурсуком. В итоге удалось достичь договорённости о приобретении 9500 дунамов земли в районе арабской деревни Фула. Финансировалась покупка из активов Англо-Палестинского банка, а также из личных средств богатого русского еврея Элияху Блюменфельда. Сделка была заключена в 1910 году и стала первой покупкой земель под еврейские поселения в Изреельской долине.
Из приобретённого Ханкиным участка 3,5 тысячи дунамов выкупил Еврейский национальный фонд, основавший на них кооператив (автор проекта — Франц Оппенгеймер), ещё тысячу дунамов получил Блюменфельд, обустроивший сельскохозяйственную ферму. К моменту приобретения земли Ханкин договорился с руководством еврейской организации «Ха-Шомер» о том, что обживать её будут посланы добровольцы из числа её членов; в прошлом участники организации занимались только обороной посёлков, где работали другие евреи. 11 ноября 1910 года члены «Ха-Шомера» Натан Брегман (Цви Надав), Ицхак Надав и Игаль Элиович вместе с Ханкиным заняли вершину холма Фула, а спустя несколько дней к ним присоединились ещё пятеро поселенцев. Кооператив Мерхавия, во главе которого стоял Шломо Дик, начал функционировать. Попытки арабов из соседних деревень добиться от евреев платы за «защиту» не увенчались успехом, не помогло им и давление со стороны местной османской администрации. В начале 1911 года кооператоры начали свою первую посевную. Рядом с Блюменфельдом приобретали земли и другие поселенцы-одиночки, в том числе евреи из Глазго, и в 1912—1913 годах рядом с кооперативом Мерхавия сформировалась мошава.

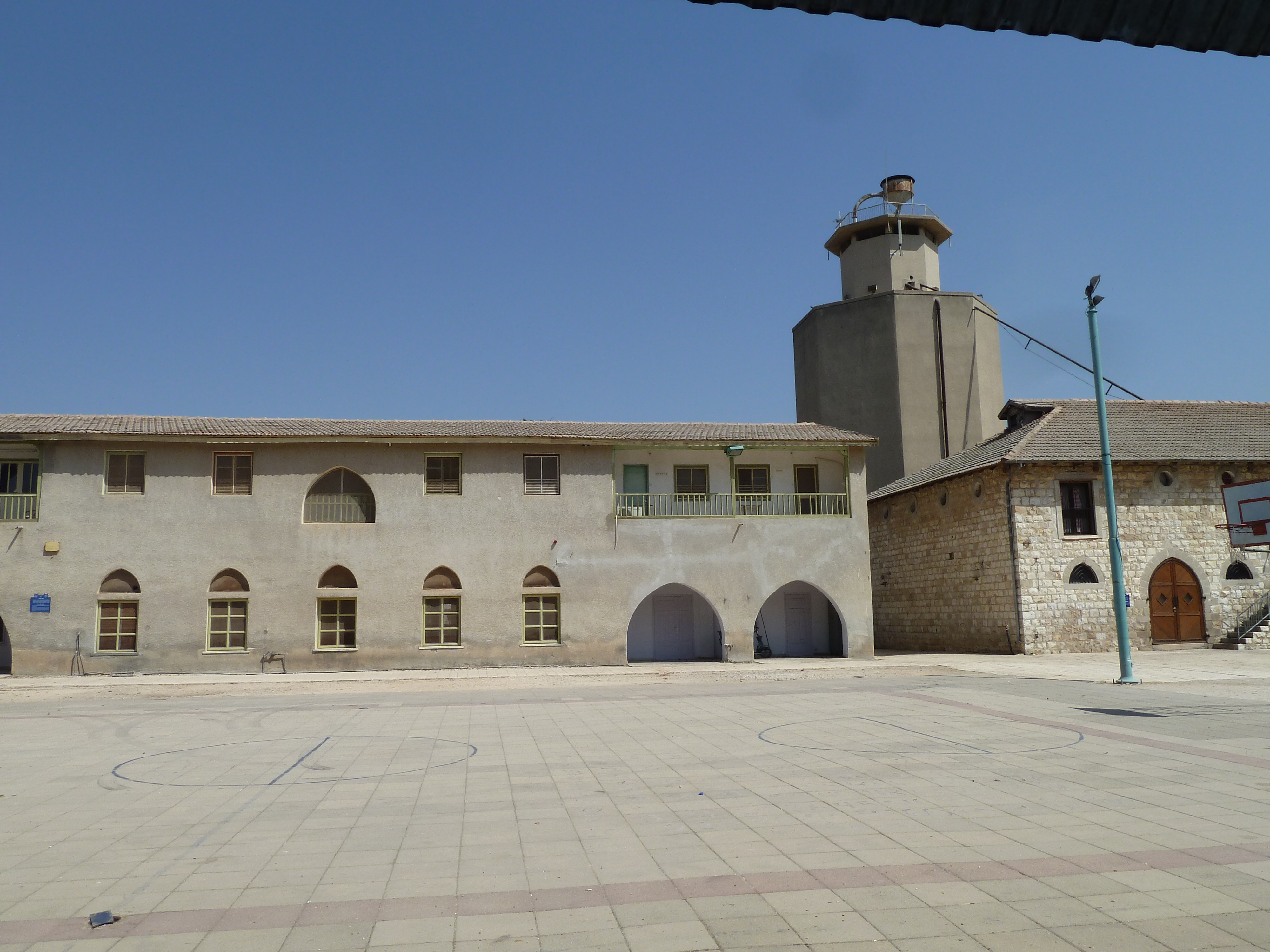
Исторические здания кооператива Мерхавия — «Большой двор»

Кооператив Мерхавия просуществовал до конца Первой мировой войны, в ходе которой на его территории временно располагалась база германских ВВС, но повседневные трудности и растущее экономическое неравенство между рядовыми членами и руководством привели в 1918 году к его распаду. Часть членов кооператива присоединилась к соседней мошаве, остальные уехали в другие еврейские поселения, после начала Третьей алии возникшие в Изреельской долине. В 1924 году мошава Мерхавия была преобразована в рабочее поселение («мошав овдим»).
Хозяйственный двор кооператива продолжал функционировать до 1921 года как место подготовки новых поселенческих кадров. С 1921 года на этом участке проживала группа из примерно сорока демобилизованных солдат Еврейского легиона — выходцев из США, а в 1929 году на этом месте осела группа переселенцев из Галиции. Эти члены движения «Ха-шомер ха-цаир» основали на месте бывшего кооператива кибуц. В этом кибуце жила после приезда в Палестину Голда Меир. В начале кибуцники занимались богарным земледелием в силу нехватки воды для полива. Со временем были выстроены коровник, птичник и козий выгон, начато использование новых улучшенных сортов зерна. С прокладкой оросительных каналов в кибуце началось возделывание водолюбивых культур, в том числе цитрусовых. После прихода в Германии к власти нацистов в Мерхавии принимались группы еврейской молодёжи из этой страны. В 1960 году в кибуце открылось первое промышленное предприятие — завод по выпуску пластиковых труб, ставший для жителей Мерхавии ведущим работодателем. Со временем хозяйство Мерхавии приобрело более открытый характер, и помимо членов кибуца в ней начали селиться и другие жители.

## Население
По данным Центрального статистического бюро Израиля, население на начало 2020 года составляло 1 247 человек.
По данным переписи населения 2008 года, медианный возраст жителей составлял 35 лет; более четверти населения составляли дети и подростки в возрасте до 17 лет включительно, 16 % — люди пенсионного возраста (65 лет и старше).
Население преимущественно еврейское, 80 % жителей-евреев — уроженцы Израиля, большинство репатриантов прибыло в страну до 1990 года. В 2008 году около 60 % населения Мерхавии в возрасте старше 15 лет состояли в браке; медианный возраст вступления в брак — 26 лет. Средний размер домохозяйства — 1,5 человека; в большинстве домохозяйств был только один человек. В среднем на взрослую женщину приходилось 0,4 ребёнка. В кибуце действуют учебные заведения для детей дошкольного и младшего школьного возраста, для старших детей региональным советом организована доставка в среднюю школу в соседнем кибуце Мизра.